# Temporada 1950-51 de l'NBA
La temporada 1950-51 de l'NBA fou la quinta en la història de l'NBA. El Rochester Royals fou el campió després de guanyar al New York Knicks per 4-3.

## Classificacions
Divisió Est
| Equip                 | V  | D  | %V   | P    |
| --------------------- | -- | -- | ---- | ---- |
| Philadelphia Warriors | 40 | 26 | ,606 | -    |
| Boston Celtics        | 39 | 30 | ,565 | 2,5  |
| New York Knicks       | 36 | 30 | ,545 | 4    |
| Syracuse Nationals    | 32 | 34 | ,485 | 8    |
| Baltimore Bullets     | 24 | 42 | ,364 | 16   |
| Washington Capitols   | 10 | 25 | ,286 | 14,5 |

Divisió Oest
| Equip                  | V  | D  | %V   | P  |
| ---------------------- | -- | -- | ---- | -- |
| Minneapolis Lakers     | 44 | 24 | ,606 | -  |
| Rochester Royals C     | 41 | 27 | ,565 | 3  |
| Fort Wayne Pistons     | 32 | 36 | ,545 | 12 |
| Indianapolis Olympians | 31 | 37 | ,485 | 13 |
| Tri-Cities Blackhawks  | 25 | 43 | ,364 | 19 |

* V: Victòries
* D: Derrotes
* %V: Percentatge de victòries
* P: Diferència de partits respecte al primer lloc
* C: Campió

## Estadístiques
| Categoria                   | Jugador                   | Equip                                 | Mitjana/% |
| --------------------------- | ------------------------- | ------------------------------------- | --------- |
| Punts per partit            | George Mikan              | Minneapolis Lakers                    | 28,4      |
| Rebots per partit           | Dolph Schayes             | Syracuse Nationals                    | 16,4      |
| Assistències per partit     | Dick McGuire Andy Phillip | New York Knicks Philadelphia Warriors | 6,3       |
| Percentatge de tirs de camp | Alex Groza                | Indianapolis Olympians                | 47,0      |
| Percentatge de tirs lliures | Joe Fulks                 | Philadelphia Warriors                 | 85,5      |

## Premis
- Primer quintet de la temporada
  - Alex Groza, Indianapolis Olympians
  - Ralph Beard, Indianapolis Olympians
  - Bob Davies, Rochester Royals
  - George Mikan, Minneapolis Lakers
  - Ed Macauley, Boston Celtics

- Segon quintet de la temporada
  - Dick McGuire, New York Knicks
  - Joe Fulks, Philadelphia Warriors
  - Frank Brian, Tri-Cities Blackhawks
  - Vern Mikkelsen, Minneapolis Lakers
  - Dolph Schayes, Syracuse Nationals